# Collembola
Skokuni (lat. Collembola) je red koji broji oko 8000 opisanih vrsta i kao takav najbrojniji je red koji pripada klasi Entognatha. Ime ovog reda potiče od latinske reči collum, što u prevodu znači vrat. Većina ovih insekata ima glavu koja je jasno izdvojena peteljkastim vratom. Domaći naziv, skokuni, dobili su zbog posebnog aparata koji se nalazi na abdomenu i uz pomoć koga skaču. Kao i drugi predstavnici klase Entognatha i skokuni su primarno beskrilni. Odlikuju se nizom primitivnih karakteristika kao što su odsustvo trahejnog sistema i Malpigijevih sudova, a ekskreciju obavljaju preko masnog tkiva. Razvijaju se protomorfozom, iz jaja se legu mladi sa potpunim brojem segmenata, a do polne zrelosti se presvlače više puta. Collembola su sitni insekti, veličine od 0,25–6 mm. Žive na sličnim mestima kao i proture, s tim što neke vrste naseljavaju i gnezda mrava i termita, kao i površinu slatkih, brakičnih i slanih voda.

## Morfologija
Telo ovih organizama je izduženo, larvoliko i loptasto i karakteriše ih prekrivenost dlačicama i ljuspicama.
Glava je kod većine prognatna i na njoj se nalaze antene od 4-6 segmenata. Vrste koje žive na zemlji imaju po par očiju, a kod nekih su one u vidu agregacija ocela. Terestrične imaju slabo razvijene oči, neke vrste i redukovane. Većina vrsta kolembola iza antena ima tzv. postantenalni organ tj. čulo koje percipira hemijske draži i vlažnost. Usni aparat im je prilagođen za grickanje, retko za bodenje i sisanje i uvučen je u glavenu kaspusu tj. entognatan je. Najčešce se hrane biljnim delovima, polenom. hifama i gljiva.
Grudi tj. toraks nije jasno odvojen od abdomena. Torakalni segmenti su međusobno slični i na njima se nalaze noge, u okviru kojih su tibije srasle sa tarzusima.
Kolembole su jedini insekti kod kojih je trbuh građen od 6 segmenata. Na prvom segmentu se nalazi posebna struktura tuba (collophor). Pretpostavlja se da je nastao srastanjem prvih abdominalnih ekstremiteta. Ima značajnu ulogu u respiraciji i apsorpciji vlage. Na trećem segmentu se nalazi struktura koja se naziva hamula (retinaculum). Retinaculum se sastoji od osnove (corpus) i parnih nastavaka rami. Na četvrtom segmentu se nalazi struktura štapićastog oblika koja se naziva furca. Furca i hamula čine aparat za skakanje, zbog toga su ovi organizmi dobili naziv skokuni. Kada je jedinka u mirovanju furca je položena imeđu rama, a kada se kontrahuju mišići abdomena furca se oslobađa, oslanja vrhom o podlogu i katapultira jedinku napred. Pored ove dve strukture u skakanju važnu ulogu ima i tuba jer luči telesnu tečnost kojom se jedinka pripoji za podlogu. Kod vrsta koje žive dublje zemljištu strukture za skakanje su redukovane.

## Rasprostranjenje
Skokuni naseljavaju sve regione sveta, ima ih čak i na Arktiku i Antarktiku. Pretežno žive u ekološkim nišama gde je vlažnost velika, a najbrojniji su u površinskom sloju zemljišta i u stelji. Vrste koje žive na površini zemljišta su kriptično obojene, dok su terestrične depigmentisane. Kolembola su glavna komponenta zemljišne faune i neke vrste imaju veoma aktivnu ulogu u transformaciji raspadajuće vegetacije u humus. Sminthurus viridis je poznata fitofagna vrsta koja se hrani mahunarkama. U proleće se može primetiti na površini slatkih voda vrsta Podura aquatica. Uglavnom su kolembole slobodno živeći organizmi, a samo neke vrste su pseudoparaziti na ljudima gde izazivaju dermatozu kože. Najpoznatiji pseudoparaziti na čoveku su Orchesella cincta, Orchesella albosa, Hypogastrura manubrialis i druge.

## Sistematika
U okviru reda Collembola se izdvajaju dva poreda Arthropleona i Symphypleona, a neki entomolozi ih klasifikuju u 4 podreda (Artropleona, Neoarthropleona, Metaxypleona, Symphypleona) sa 17 familija.
Vrste podreda Arthropleona imaju izduženo telo sa jasno odvojenim toraksom od abromena. Ovaj podred obuhvata sledeće familije Poduridae, Onychiuride, Isotomidae, Entomobrydae i Tomoceridae. Vrste iz familije Poduridae kao što je Podura aquatica imaju 8 ocela sa svake strane glave i nemaju postantenalne organe. Vrste iz familije Onychiuridae imaju pseudokule na toraklanim i abdominalnim tergitima i imaju postantenalni organ. Vrste iz familije Isotomidae imaju telo bez ljuspica, ali imaju čekinje. Neke vrste iz ove familije se mogu naći i u snegu. Entomobryidae su skokuni sa ljuspicama i njhov četvrti segment je obično mnogo krupniji od trećeg. Tomoceridae imaju telo koje je uvek prekriveno ljuspicama i imaju duge antene.
Vrste iz podreda Symphypleona imaju loptasto telo i poznata je familija Sminthuride. Vrste iz ove familije imaju kratko telo, a segmenti abdomena su srasli. Jedine su kolembole koje imaju traheje. Obuhvata veliki broj vrsta koje se hrane biljkama i nanose štetu poljoprivrednicima. Poznate su vrste Sminthurus viridis i Sminthurus fuscus. Na krompiru se može naći vrsta Bourletiella lutea koja ima žućkasto telo.

## Literatura
- Gillott, Cedric (2005). „Apterygote hexapods”. Entomology (3rd изд.). Berlin: Springer. стр. 113-125. ISBN 978-0-306-44967-3. doi:10.1007/1-4020-3183-1_5.
- Tomanović, Ž.; Žikić, V.; Petrović, A. (2008). Sistematika i filogenija beskičmenjaka. Beograd: Biološki fakultet, Univerzitet u Beogradu.
- Brajković, M.; Ćurčić, S. (2008). Opšta entomologija. Beograd: Biološki fakultet, Univerzitet u Beogradu.
- Brajković, M. (2004). Zoologija invertebrata II. Beograd: Zavod za udžbenike i nastavna sredstva.